# هوغو ليون فيرير
هوغو ليون فيرير (بالإنجليزية: Hugo León Ferrer؛ بالإسبانية: Hugo León Ferrer) هو مخرج منفذ وكاتب سيناريو أمريكي وكولومبي، ولد في 10 ديسمبر 1955 في كيبدو في كولومبيا.

## وصلات خارجية
- هوغو ليون فيرير على موقع IMDb (الإنجليزية)
- هوغو ليون فيرير على موقع قاعدة بيانات الفيلم (الإنجليزية)
- هوغو ليون فيرير على موقع كينوبويسك (الروسية)